# Trattati di novembre
I trattati di novembre (Novemberverträge in tedesco), vennero conclusi nel novembre del 1870 tra la Confederazione Tedesca del Nord ed i regni di Baviera e Württemberg oltre ai granducati di Baden e Assia. Questi trattati consentirono l'adesione degli stati della Germania meridionale alla Federazione Tedesca del Nord, dando così il via alla costituzione dell'Impero tedesco.
I trattati sancirono:
- Un accordo tra la Confederazione Germanica del Nord ed il Baden e l'Assia per la "fondazione" della "Confederazione Germanica"[1] (da non confondere con quella omonima del 1815) il 15 novembre 1870.[2]
- Un accordo tra la Confederazione Germanica del Nord e la Baviera il 23 novembre[3]
- Un accordo tra la Confederazione Germanica del Nord ed il Württemberg il 25 novembre.[4]

Come risultato di questi trattati la Confederazione Germanica del Nord dovette mutare la propria costituzione ed il 1º gennaio 1871 venne varato un nuovo documento che venne rattificato dagli stati membri.
Sulla base dei trattati di novembre, dunque, la proclamazione dell'Impero tedesco il 18 gennaio 1871 a Versailles non costituì la fondazione di un impero, quanto piuttosto la manifestazione pubblica degli avvenuti accordi.

## Antefatto storico

### La guerra franco-prussiana
Dopo la guerra austro-prussiana del 1866, gli stati della Germania del nord si erano uniti a formare la Confederazione Tedesca del Nord sotto la guida della Prussia. Nel 1870, la Francia di Napoleone III dichiarò guerra alla Prussia, dando così inizio alla guerra franco-prussiana. La Francia si disse sorpresa dal fatto che stati come la Baviera, il Württemberg, il Baden e l'Assia si erano unite alla Prussia, per quanto fosse cosa nota che esistessero degli accordi di mutua protezione sin dal 1867. 
Durante la guerra, vinta poi dai prussiani, venne aperta la strada per la costituzione dell'Impero tedesco. Otto von Bismarck, cancelliere della Confederazione Tedesca del Nord, fece pressione a livello diplomatico perché in ogni accordo sottoscritto si mantenesse il principio di sovranità di ciascun sovrano sul proprio stato, a favore quindi della soluzione piccolo tedesca. Il problema principale era che ogni stato aveva divisioni al proprio interno sulla volontà o meno di aderire al progetto di un impero guidato dalla Prussia per differenti ragioni, tra cui questioni politiche, rivalità storiche, questioni religiose, opportunità commerciali e non ultime leggi costituzionali differenti. Inoltre, questi particolari accordi attirarono alla Prussia i sospetti delle principali potenze europee (Impero russo, Austria-Ungheria e Regno Unito) che temevano la costituzione di un altro polo forte proprio nel centro dell'Europa.

### Baden, Württemberg e Assia
Il granducato di Baden era assolutamente favorevole alla creazione dell'impero in unità. Federico I di Baden ed il suo primo ministro Julius Jolly articolarono le loro richieste già dal 3 settembre 1870. Già dal 1867 erano divenuti membro della Confederazione Germanica del Nord.
Il regno di Württemberg era un fervido sostenitore dell'unione tra Germania e Austria in un unico grande stato tedesco. Sull'influenza del Partito Tedesco del Württemberg, il gabinetto di governo diretto da re Carlo I di Württemberg inviò degli ambasciatori al quartier generale dei prussiani in Francia il 12 settembre per condurre dei negoziati e proporre quindi la propria adesione al progetto prussiano.
Il governo del granducato d'Assia aveva sostenuto in passato l'idea della "grande Germania", e la regione dell'Alta Assia aveva già a suo tempo aderito alla Confederazione Tedesca del Nord sotto il granduca Luigi III d'Assia. Ad ogni modo col suo successore, Luigi IV, il governo e la popolazione preferirono sostenere l'idea della soluzione piccolo-tedesca. Ad ogni modo anche l'Assia decise di entrare in negoziati con la Confederazione Germanica del Nord.

### La Baviera
Il regno di Baviera era il principale degli stati del sud della Germania e quello che più di ogni altri si opponeva all'idea di allearsi con la Prussia in un unico stato, per quanto di natura federale. Ludovico II si era sempre schierato a favore dell'indipendenza del suo stato. Per evitare di rimanere isolata, ad ogni modo, la Baviera decise anch'essa di entrare in alleanza con la Prussia.
Alla Baviera venne promesso il mantenimento dell'indipendenza e dell'integrità dei propri confini direttamente dal re di Prussia che inviò a tale scopo una lettera personale a Ludovico II. In virtù del trattato del 23 novembre 1870, sottoscritto tra la Confederazione Germanica del Nord ed il regno di Baviera, quest'ultima si mantenne anche dei diritti di riserva, come ad esempio il proprio esercito, il proprio sistema postale ed il proprio sistema ferroviario, oltre ad una sovranità culturale e fiscale. Nel gennaio del 1871, il parlamento bavarese adottò dopo non poche resistenze questa proposta di legge, scontrandosi in particolare col partito dei "Patrioti Bavaresi".

## La firma del trattato
Dal 22 al 26 settembre del 1870, a Monaco di Baviera, si tennero delle conferenze preparatorie per la firma del trattato. Nei mesi successivi anche le ultime resistenze della Baviera sembrarono svanire, in particolare dopo l'ingresso del Baden e dell'Assia e per le pressioni Otto von Bismarck su Ludovico II di Baviera.
Alla fine di ottobre, si ebbero nuovi negoziati nel quartier generale prussiano a Versailles, in Francia, dove vennero ricevuti gli ambasciatori degli stati tedeschi del sud. Nel contempo Parigi venne assediata.
Alla fine delle discussioni, vennero previsti due separate convenzioni militari per i quattro stati che dovevano aderire alla Convenzione: il 15 novembre venne sottoscritto il trattato con il Baden e con l'Assia che, con il loro ingresso, portarono al mutamento del nome della Confederazione Germanica del Nord in Confederazione Tedesca. Fu quindi il turno della Baviera che sottoscrisse il trattato a Berlino il 23 novembre, mentre il Württemberg lo siglò il 25 novembre. Tutti i trattati venne accordato che entrassero in forza dal 1º gennaio 1871, data che formalmente segnò la nascita dell'Impero tedesco.
Al di là degli accordi presi tra i regnanti, trattati di tale importanza richiedevano l'approvazione della rappresentanza popolare degli stati e di conseguenza si resero necessari dei passaggi parlamentari. I parlamenti del Württemberg, del Baden e dell'Assia rettificarono i trattati nel dicembre del 1870, quello della Baviera il 21 gennaio 1871 con una netta maggioranza. Il parlamento della Confederazione Germanica del Nord votò il 9 dicembre 1870, ottenendo il sostegno anche dei parlamentari polacchi e danesi di origine.

## L'integrazione
La cosiddetta "fondazione dell'Impero tedesco", preparata coi trattati di novembre del 1870, regolò le condizioni di accettazione del nuovo stato federale da parte degli stati della Germania del sud. Nel contempo si rese necessaria una nuova costituzione per il nuovo stato costituito e di conseguenza gli stati del sud, in particolare la Baviera, richiesero delle condizioni speciali per aderire. Sia il Württemberg che la Baviera ottennero di poter continuare a raccogliere autonomamente le proprie tasse nonché di gestire per proprio conto le tariffe ferroviarie nei loro territori oltre alla gestione dei settori postale e telegrafico. Tutti e due gli stati ottennero di poter mantenere un proprio esercito e tali diritti rimasero in vigore sino al crollo dell'impero nel 1918.
La fondazione dell'Impero tedesco poté dirsi così completa, con gli accordi tra i governi da un lato ed il consenso del parlamento sull'altro.